# Sé (Macau)

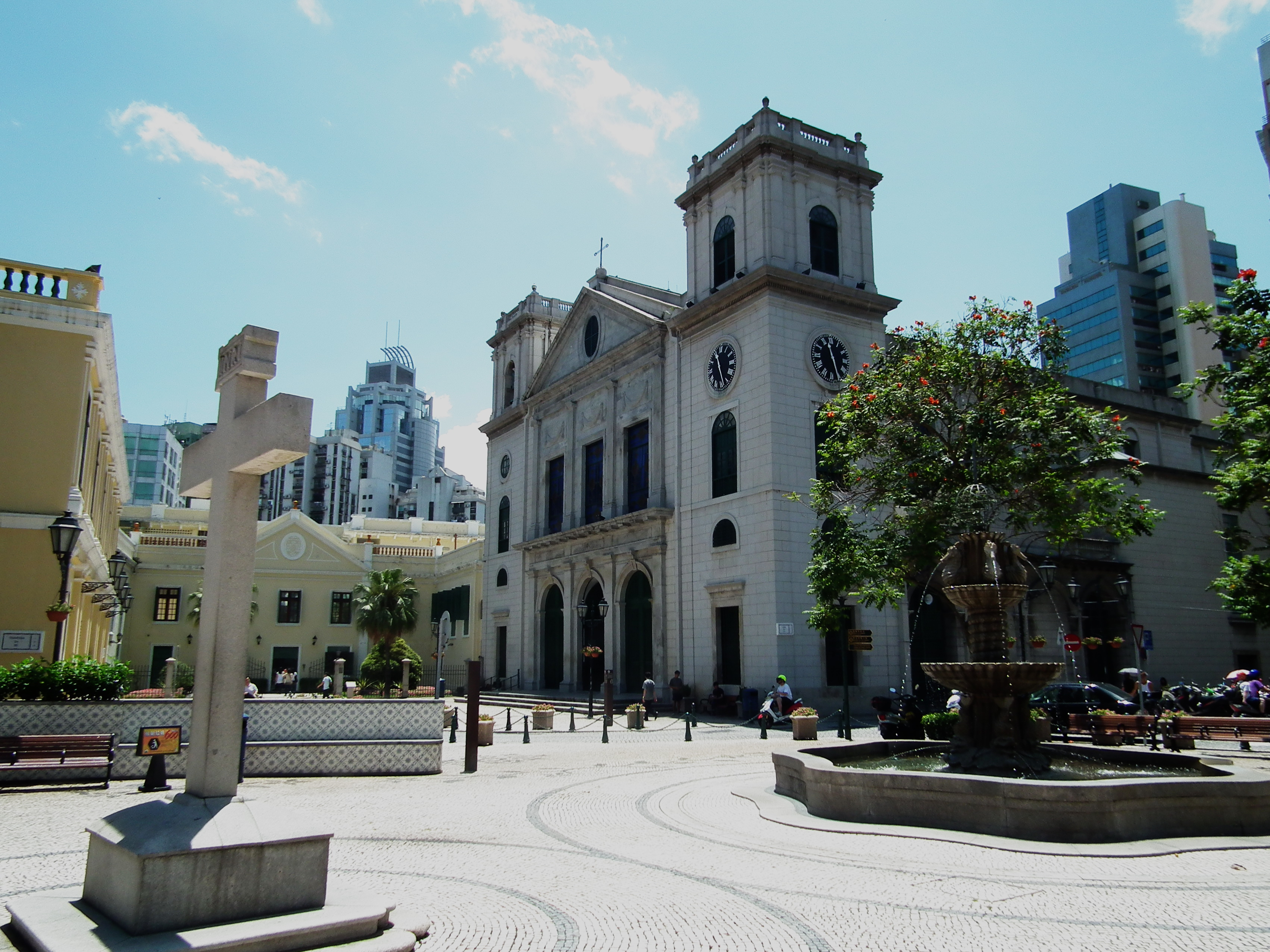
Die Kathedrale von Macau im Historischen Zentrum von Macau

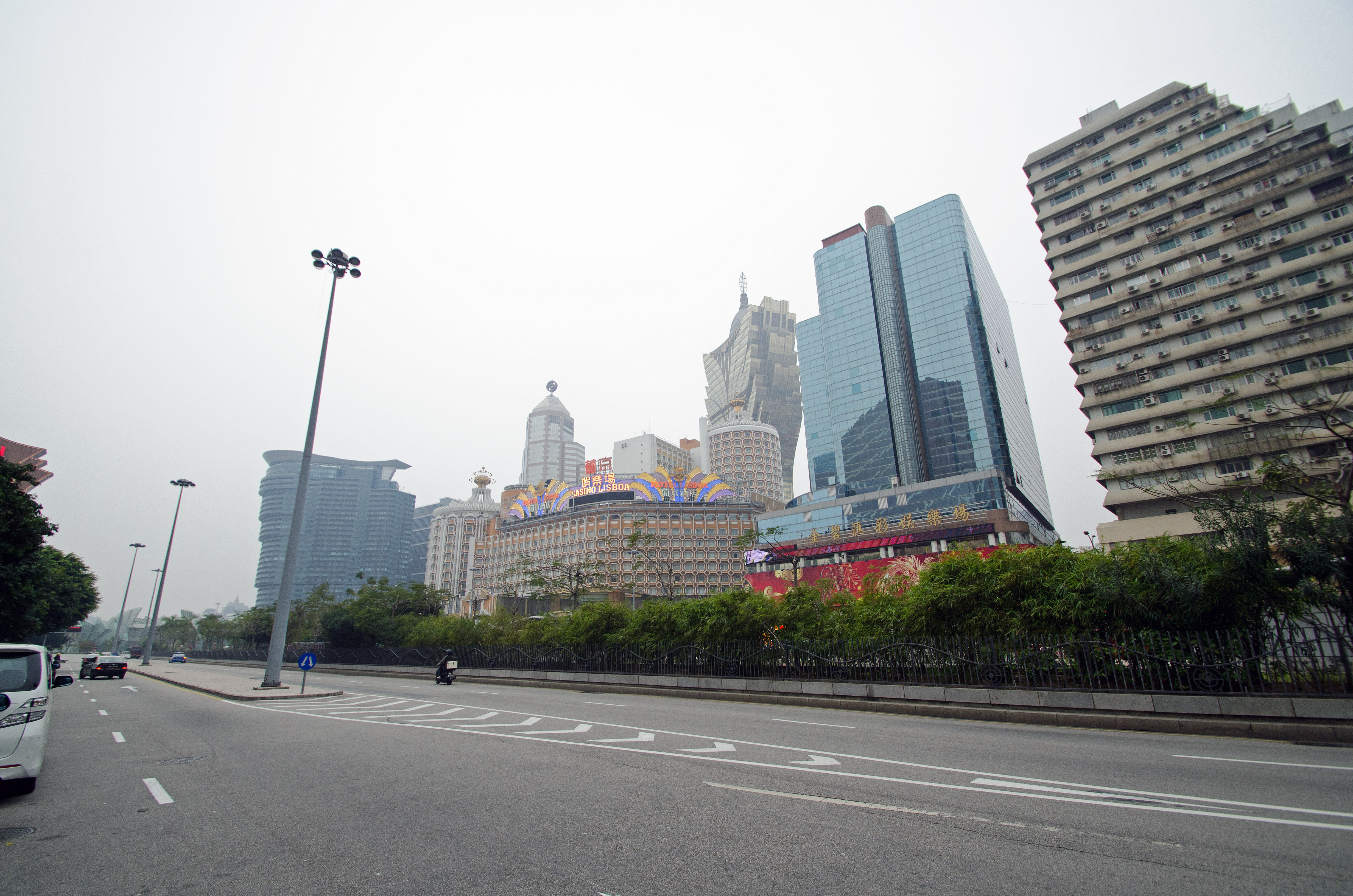
Casinos in der Freguesia de Sé, darunter das Casino Lisboa

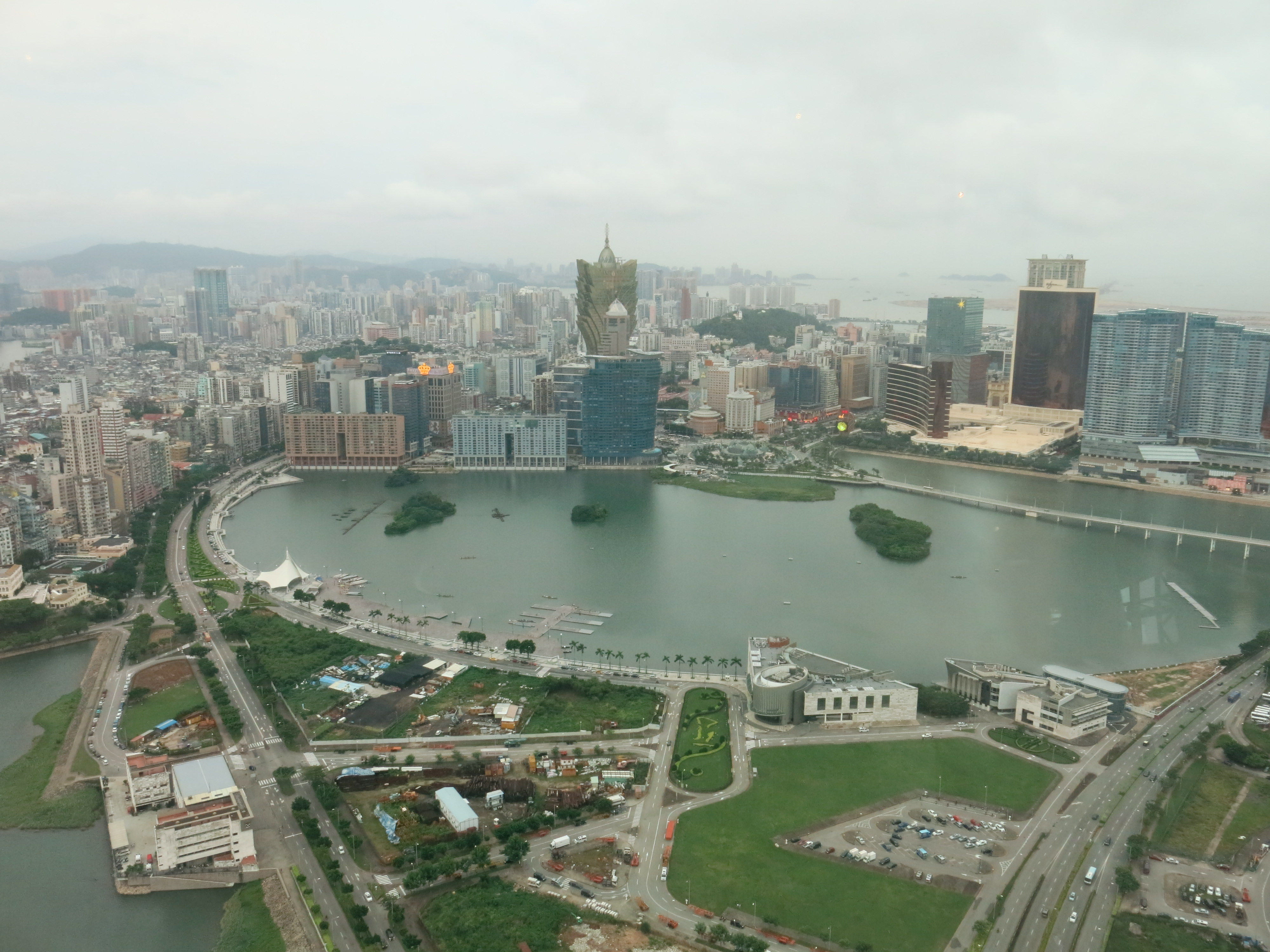
Blick über den Nam-Van-See auf die Freguesia de Sé mit der Gesetzgebenden Versammlung im Vordergrund

Die Freguesia de Sé (portugiesisch für Kathedralpfarrbezirk, chinesisch 大堂區) ist ein Stadtteil beziehungsweise nach portugiesischem Vorbild eine Freguesia in der chinesischen Sonderverwaltungszone Macau. Innerhalb der Stadt Macau gehört die Freguesia de Sé zur Halbinsel Macau, die deckungsgleich mit der ehemaligen Gemeinde Concelho de Macau ist.

## Geografie
Der Stadtteil bildet das südliche Ende der Halbinsel Macau und ist mit einer Fläche von 3,4 km² die flächenmäßig größte der fünf Freguesias auf der Halbinsel, knapp vor der Freguesia de Nossa Senhora de Fátima im Norden, mit der die Freguesia de Sé am Außenhafen Macau an der Ostküste einen Berührpunkt in der Grenzziehung besitzt. Ansonsten wird der Stadtteil im Norden von der Freguesia de Santo António und der Freguesia de São Lourenço begrenzt, westlich befindet sich die Freguesia de São Lázaro.
Ein Großteil der Landfläche stammt aus Landgewinnung. So war die Zone B der Novos Aterros Urbanos de Macau die erste Phase des Landgewinnungsvorhabens und ist heute bereits bebaut. Die neuen Landflächen trennen den Sai-Van-See und Nam-Van-See fast komplett vom offenen Meer ab.

## Geschichte
Ursprünglich bezeichnete eine Freguesia lediglich den Pfarrbezirk einer Pfarrkirche. Im Falle der Freguesia de Sé, dem Kathedralpfarrbezirk, stellt die Kathedrale von Macau jene dar. 1623 wurde die damalige Kirche an der Stelle der heutigen Kathedrale zum Sitz des Bistums Macau und damit zur Kathedrale erhoben, womit der Pfarrbezirk dieser Kirche zum Kathedralenbezirk als Vorgänger der heutigen Freguesia de Sé wurde. Heutzutage dienen die Freguesias als kleinste Verwaltungseinheit vor allem statistischen Zwecken, sie waren jedoch nie von administrativer Bedeutung.
Natürlich war die Fläche des Stadtteils lediglich ein Bruchteil der heutigen Fläche. Das eigentliche Zentrum um die Kathedrale, welches den Mittelpunkt des Historischen Zentrums von Macau bildet, befindet sich im heutigen Nordwesten der Freguesia de Sé. Bis 1986 hat man den Stadtteil durch Landgewinnung bis zum Außenhafen Macau nach Osten erweitert, zuvor lag das Zentrum mit der Kathedrale direkt an der Ostküste der Halbinsel Macau. 1986 umfasste die Landfläche etwa die Hälfte der heutigen. In den 1990er Jahren erweiterte man den Stadtteil insbesondere im Südosten, im Zuge der Novos Aterros Urbanos de Macau schloss man schließlich im Süden um den Nam-Van-See ab.

## Bebauung
Die Freguesia de Sé lässt sich heute grob in zwei Teile mit jeweils stark unterschiedlicher Bebauung unterteilen. Auf der einen Seite existiert ein Altstadtbereich im Nordwesten des Stadtteils, auf der anderen Seite wurden die durch Landgewinnung nutzbaren Flächen mit modernen Gebäuden bebaut.
Der Altstadtbereich stellt den Mittelpunkt des Historischen Zentrums von Macau dar und umfasst neben der Kathedrale von Macau zum Beispiel auch den Leal Senado, welcher über Jahrhunderte Sitz der Kommunalverwaltung gewesen ist und bis heute Sitz des Instituto para os Assuntos Cívicos e Municipais ist. Darüber hinaus finden sich in diesem Bereich des Stadtteils andere Einrichtungen von zentraler Bedeutung, zum Beispiel das Portugiesische Generalkonsulat Macau oder das Instituto Português do Oriente. Hier finden sich auch viele Gebäude mit portugiesischer Kolonialarchitektur und maximal drei oder vier Stockwerken, die ein typisches Altstadtbild erzeugen. Die Straßen sind eng und von zahlreichen Geschäften geprägt. Der Stadtteil wird jedoch auch durch viele zweckmäßig errichtete Gebäude aus neuerer Zeit durchsetzt.
Die restlichen durch Landgewinnung nutzbar gemachten Flächen sind durchgehend mit modernen Gebäudekomplexen bebaut. Hier befinden sich auch zahlreiche Casinos und Hotels und nur wenige Wohngebäude, was für die für Macau untypisch niedrige Bevölkerungsdichte des gesamten Stadtteils sorgt. Bekannte Casinohotels sind das Casino Lisboa mit dem Grand Lisboa sowie das Wynn Macau. Alleine diese genannten Casinohotels verfügen über ca. 3000 Zimmer. Die Zone B der Novos Aterros Urbanos de Macau im äußersten Süden ist bisher noch fast unbebaut, im Südwesten stehen allerdings mit der Gesetzgebenden Versammlung und dem Macau Tower zwei weitere moderne Gebäude auf neu gewonnenem Land.

## Bevölkerung
Seit der Übergabe Macaus an die Volksrepublik China stieg die Bevölkerung der Freguesia de Sé stark an. Die Bevölkerungsdichte ist mit 14.529 Einwohner/km² allerdings äußerst gering für die Halbinsel Macau und niedriger als in allen anderen Freguesias dort. Dieser Umstand ist der Tatsache geschuldet, dass das Baugebiet hauptsächlich für den Bau von Hotels und Casinos genutzt wurde.
| Jahr  | Einwohnerzahl |
| ----- | ------------- |
| 1981  | 29.795        |
| 1991  | 29.234        |
| 1996  | 30.108        |
| 2001  | 34.176        |
| 2006  | 40.609        |
| 2011  | 46.849        |
| 2016  | 49.966        |
| 20171 | 49.400        |

1 Schätzung

## Sehenswürdigkeiten
Eine wichtige Grünanlage stellt der Park Alameda Dr. Carlos d'Assumpção (chinesisch 宋玉生公園) dar, der nahtlos in den Garten Jardim do Comendador Ho Yin (chinesisch 何賢公園) übergeht. Die sehr weit gestreckte Grünanlage endet an der Küste mit einer Statue, der Estátua de Kun Iam. Im Altstadtteil sind insbesondere koloniale Bauwerke vorzufinden, darunter die Kathedrale von Macau und der Clube Militar de Macau (chinesisch 澳門陸軍俱樂部). Die wichtigste katholische Kirche neben der Kathedrale ist die Igreja de São Domingos (chinesisch 板樟堂). Aber auch Tempel wie der Templo de Sam Kai Vui Kun (chinesisch 三街會館) gehören zum Historischen Zentrum von Macau, einem UNESCO-Weltkulturerbe, dessen Teile zu einem bedeutenden Teil in der Freguesia de Sé liegen.
Der Macau Tower sowie die zahlreichen Casinos stellen hingegen das moderne Bild Macaus dar.